# Svinkløv Klitplantage

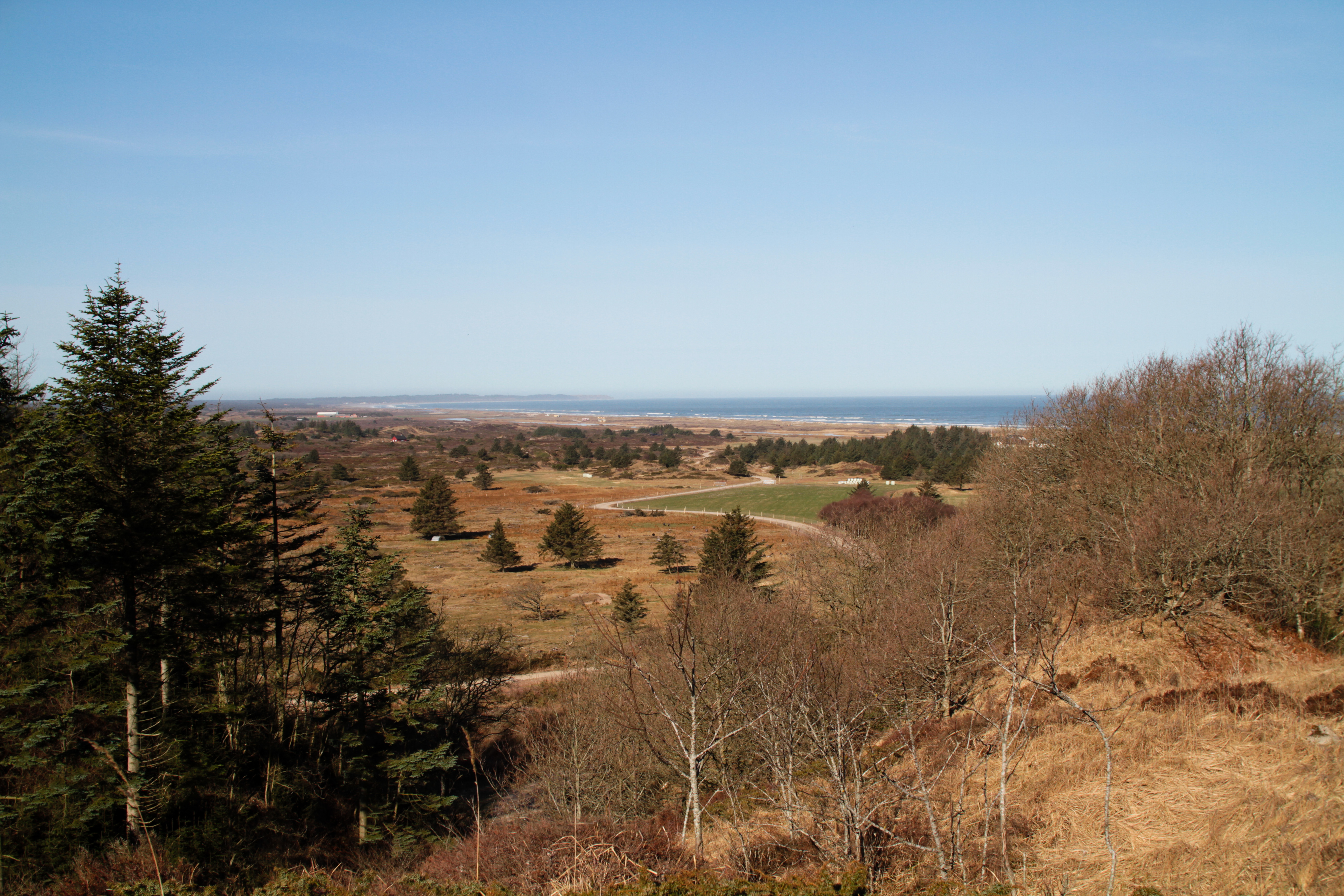
Blick vom Plateau der Svinkløv Klitplantage auf den offenen Bewuchs der Strandebene.

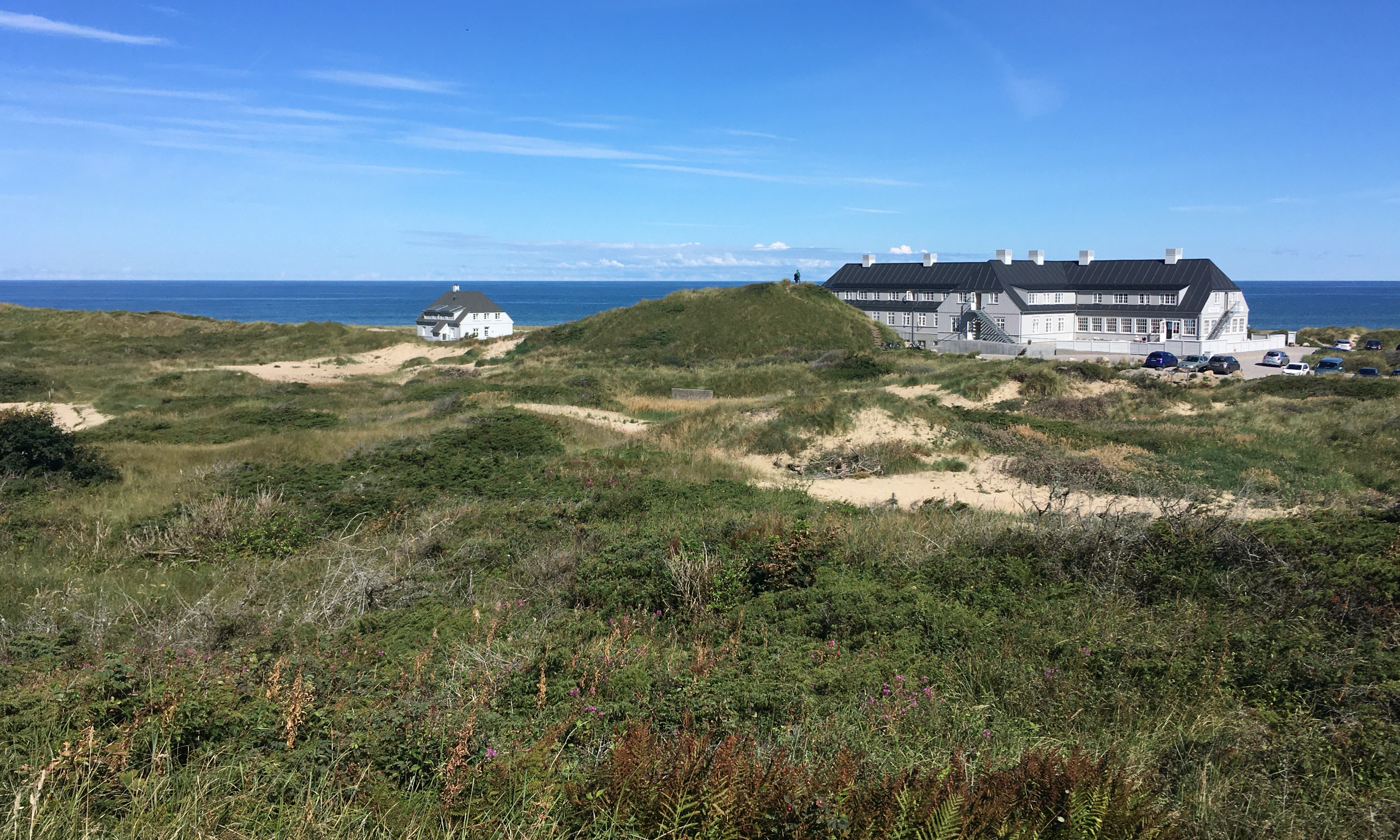
Svinkløv Badehotel im Spätsommer 2020.

Svinkløv Klitplantage ist ein etwa 700 Hektar großer Forst an der Jammerbucht in Dänemark. Er wurde zwischen 1884 und 1910 angelegt, um einer Verödung durch Flugsand entgegenzuwirken. 
Der Wald befindet sich in der Kommune Jammerbugt ca. 8 km nördlich der Kleinstadt Fjerritslev. Er grenzt im Osten an die Siedlung Slettestrand am Flüsschen Slette Å, im Norden an die recht steil abfallende Meeresküste. Hier besteht der Untergrund aus vergleichsweise weicher Kreide. Die Steilhänge Svinklovene erhielten durch Erosion ihre charakteristische Form, welche an eine Reihe Schweinefüße (dän. svinklove) erinnern mag. Davon leitet sich auch der Name des Waldes ab.
Der abwechslungsreiche Bewuchs besteht aus Bergkiefern, hochstämmigen Fichten und üppigem Laubwald in den Tälern. Im südlichen Teil des Waldes hat sich die ursprüngliche Bepflanzung der 1880er Jahre erhalten und weist bis zu 35 Meter hohe Sitka-Fichten auf. Rund 70 Prozent der Svinkløv Klitplantage gelten als naturbelassen. Es ist Rotwild anzutreffen. An der Slette-Au leben Otter. An selteneren Vögeln zu nennen sind Waldohreulen, Uhus, Habichte und Ziegenmelker.
Der Wald bildet zusammen mit dem Areal um Grønnestrand das Natura 2000-Gebiet 13 „Svinkløv Klitplantage og Grønne Strand“. Der Wald ist für Wanderer und Mountainbiker erschlossen.

## Tourismus
In den Dünen zwischen Strand und Svinkløv Klitplantage liegt eines der berühmteren dänischen Badehotels, das 1925 gegründete Svinkløv Badehotel. Der Holzbau brannte am 26. September 2016 bis auf die Grundmauern nieder. Seine modernisierte Rekonstruktion konnte 2019 abgeschlossen werden. Östlich des Hotels befindet sich im Wald die St. Olufs-Quelle (Sct. Olufs Kilde). 